# Negova
Negova je naselje u slovenskoj Općini Gornjoj Radgoni. Negova se nalazi u pokrajini Štajerskoj i statističkoj regiji Pomurju. 

## Stanovništvo
Prema popisu stanovništva iz 2002. godine naselje je imalo 329 stanovnika.